# John Goba
Pour les articles homonymes, voir Goba (homonymie).
John Goba est un sculpteur contemporain de la Sierra Leone, né à Mattru Jong en 1944.
Il est connu pour ses sculptures utilisant des épines de porc-épic plantées sur de petits personnages colorés avec de la peinture industrielle et ses masques destinés aux sociétés secrètes Mendé. 
Il a participé à de nombreuses manifestations artistiques consacrées à l'art contemporain africain, aux expositions consacrées à la collection Jean Pigozzi, et est régulièrement invité lors des grandes biennales internationales.

## Expositions principales
- 2011 - Galeries nationales du Grand Palais, Paris, France
- 2010 - African Stories Marrakech Art Fair, Marrakech, Maroc
- 2008 - Mami Watta : Arts for water spirits in Africa and Its Diasporas, Fowler Museum at UCLA, Los Angeles, USA
- 2006 - 100% Africa, Musée Guggenheim, Bilbao, Espagne
- 2005 - Arts of Africa, Grimaldi Forum, Monaco, France
- 2005 - African Art Now : Masterpieces from the Jean Pigozzi Collection, Musée des beaux-arts de Houston, Houston, USA
- 2001 - Biennale de Venise, Venise, Italie.
- 2000 - Partage d'exotismes, 5e Biennale d'art contemporain de Lyon, Lyon, France
- 1998-1999 7e Triennale der Kleinplastik, Zeitgenössische Skulptur, SüdwestLB Forum, Stuttgart, Allemagne.
- 1994 - 5e Biennale de La Havane
- 1993 - La Grande Vérité, Les Astres Africains, Musée des beaux-arts de Nantes, Nantes, France.
- 1992 - Out of Africa, collection Saatchi, Londres, G-B
- 1992 - Biennale de Dakar, Dakar, Sénégal
- 1991 - Africa Explore, The Center for African Art, New York, USA.